# マクダレーナ・ツェーガー
マクダレーナ・ツェーガー（Magdalena Zeger、1491年頃 - 1568年1月16日）は、16世紀の暦作者で、天文学者、占星術師でもあったとされる女性。1561年に作成した暦が現存し、史上初めて自分の名前で天文書を出版した女性といわれる。

## 生涯
マクダレーナ・ツェーガーは、1491年頃に生まれたとみられる。生年月日は不明だが、墓碑銘にある没年月日と年齢から、そう推測される。生まれた場所も不明で、両親や生い立ちについても詳しいことはわからない。わかっていることは、クレーフェ公国出身の医師トーマス・ツェーガーと結婚し、同じくトーマスという名の息子がいたことである。
結婚後は、夫トーマスの経歴から足跡はたどることができる。トーマスは、新設されたマールブルク大学の数学教授に就任した後、ゴスラー、ハンブルクで医師として働き、フーズムを経て、コペンハーゲン大学の医学教授となった。その後、メクレンブルク公ハインリヒ5世の専属医として数年間ロストックに赴き、コペンハーゲンに戻ってデンマーク王クリスチャン3世の専属医として、1544年に亡くなるまでコペンハーゲンで暮らした。
夫の死後、マクダレーナはコリングへ移り住んだ。天文史家のユルゲン・ハーメルは、クリスチャン3世の未亡人ドロテアに随行したものと推測している。マクダレーナはコリングで、1568年1月16日に亡くなった。

## 事績
マクダレーナ・ツェーガーは、デンマークで数年間にわたり暦を執筆していたといわれる。ただし、マクダレーナの著作は1561年と1563年に出版された小冊子の複写本が現存するが、いずれも低地ドイツ語で執筆されハンブルクで出版されたものである。なお、ハンブルクで暦の印刷が始まったのは、マクダレーナの暦からであるとされる。現存する複写本は、1561年と1563年にそれぞれ出版された、暦（生活暦）および天文現象や天体配置の予報の、計4冊である。
- Almanach und Practica uppet Jaahr 1561[5]
- Prognostication edder Practica upt Jaer 1561[6]
- Practica upt Jar 1563[7]
- Almanach und Practica uppet Jaahr 1563[8]

その内容は、月相など天文学と占星術の解説や、天文学史、祭日などの情報も含む、多岐にわたるものであった。マクダレーナは、当時の女性の常で、高等教育機関に学んではいないが、1530年頃から暦の作成もしていた夫トーマスから知識と技術を習得したものとみられる。墓碑銘にも、マクダレーナは天文学に熟達していた、と記されている。
マクダレーナの暦は、女性が自分の名前で天文書を出版した最古の例で、自然科学全体でも女性の単著出版の最初期の例とみられ、科学史上で重要視されている。マクダレーナの後、女性が出版した暦の登場は、17世紀半ばのザローメ・シンプフェリン（Salome Schimpferin）まで100年近く待たなければならなかった。